# Draganowo (obwód Burgas)
Draganowo (bułg. Драганово) – wieś w południowo-wschodniej Bułgarii, w obwodzie Burgas, w gminie Burgas. Według danych Narodowego Instytutu Statystycznego, 31 grudnia 2011 roku wieś liczyła 434 mieszkańców.